# Kamionka (Wieruszów)
Pour les articles homonymes, voir Kamionka.
Kamionka est une localité polonaise de la gmina de Bolesławiec, située dans le powiat de Wieruszów en voïvodie de Łódź.